# Adenophora longipedicellata
Adenophora longipedicellata är en klockväxtart som beskrevs av Hong De-Yuan. Adenophora longipedicellata ingår i släktet kragklockor, och familjen klockväxter. Inga underarter finns listade i Catalogue of Life.